# Antonia Rodríguez López
Antonia Rodríguez López (Soulecín, 6 de enero de 1925-París, 7 de septiembre de 2012) fue una miliciana y guerrillera antifranquista española. Si bien fue combatiente en la 1ª Agrupación de la Federación de Guerrillas León-Galicia, nunca empuñó un arma.

## Trayectoria
Hija de Domingo Rodríguez Fernández y de su esposa Amalia López, uno de sus hermanos, Rogelio, se pasó al Ejército republicano. Eso trajo consigo el encarcelamiento del padre y de otro hermano, pasando seis meses en la prisión de Barco. A sus catorce años, el 18 de octubre de 1939, sus padres fueron ajusticiados por un pelotón de fusilamiento, en Soulecín, y sus cuatro hermanos se fueron al monte, donde caerían en combate con las fuerzas franquistas entre 1941 y 1949. Con su hermana Consuelo Rodríguez López (Chelo) actuaron como agentes del Servicio de Información Republicana (SIR), como enlaces con la guerrilla.
Antonia y Chelo estuvieron encarceladas en los presidios de Barco, Ponferrada, y de León. Y al comprobar que sus vidas estaban en peligro, huyeron a la montaña, a la denominada Ciudad de la Selva, situada en los montes de la Serra do Eixo (Carballeda de Valdeorras), donde se encontraba el campamento base de los guerrilleros. Allí continuaron su compromiso con los guerrilleros asturianos César y Arcadio Ríos Rodríguez.
Tuvieron que huir en julio de 1946, cuando las fuerzas franquistas descubrieron el campamento. Antonia y Chelo Rodríguez se ocultaron en casas de apoyo de Ourense y O Bierzo, hasta que se tuvieron que separar en Berlanga del Bierzo (León), en 1947, después de llegar a la conclusión de que ya había "demasiadas muertes en la familia".
Antonia se marchó con el guerrillero César Ríos. Así, consiguieron embarcarse para Francia en octubre de 1948, en Luanco (Asturias), y dos días después atracaron en el puerto de San Juan de Luz (Francia). Primero residirían en el sur del país como exiliados, y más tarde se instalaron en París, donde César Ríos trabajó como practicante. Tuvieron una hija, Irma Ríos, que es profesora de castellano. César Ríos falleció en 1997.

## Reconocimientos
- El Concejo de Barco le rindió homenaje en julio de 2004 a los padres de Antonia, Domingo Rodríguez y Amalia López, colocando un monolito en el camino denominado lugar de Sampaio (Soulecín), donde fuera fusilado el matrimonio.

## Fuente
- Esta obra contiene una traducción 16 de junio de 2013 derivada de «Antonia Rodríguez López» de Wikipedia en gallego, concretamente de esta versión, publicada por sus editores bajo la Licencia de documentación libre de GNU y la Licencia Creative Commons Atribución-CompartirIgual 4.0 Internacional.

- Datos: Q12383038